# 承尚燮
承 尚燮（スン・サンソプ、朝鮮語: 승상섭）は、朝鮮民主主義人民共和国の政治家。朝鮮農業勤労者同盟中央委員会委員長、最高人民会議常任委員会委員、信川郡党委員会責任書記などを歴任した。

## 経歴
出生地や生年月日は不明。1991年に康翎郡党委員会責任書記兼人民委員会委員長に任命され、1997年に信川郡党委員会責任書記に転じた。1998年4月に朝鮮農業勤労者同盟中央委員会委員長に選出された。同年8月に最高人民会議第10期代議員に選出され、同年9月5日に開かれた最高人民会議第10期第1回会議で最高人民会議常任委員会委員に選出された。2001年7月19日に韓国の全国農民会総連盟、全国女性農民会総連合と朝鮮農業勤労者同盟が金剛山で6・15南北共同宣言貫徹のための南北農民統一大会を共催した際には、開会式で演説した。
2003年6月8日に最高人民会議第11期代議員選挙の中央選挙管理委員会委員に選出され、9月3日に開かれた最高人民会議第11期第1回会議で最高人民会議常任委員会委員に選出された。
2004年6月27日に開催された南北農民統一大会の開会式で演説した。同年12月10日に開かれた朝鮮農業勤労者同盟中央委員会第7期第48回総会で、中央委員会委員長を解任された。その後、2006年3月に土地改革法令発布60周年記念報告会に参加したのを最後に動静が途絶えている。